# Naoko Takeuchi
Naoko Takeuchi (japonès: 武内直子, Takeuchi Naoko) (Kōfu, Prefectura de Yamanashi, Japó, 15 de març de 1967) és una mangaka.
Llicenciada en química farmacèutica a la Universitat de Kyorutsu, Takeuchi va iniciar la seva carrera de dibuixant i historietista sense cap formació artística, i ella en més d'una ocasió ha manifestat que en les seves obres ha influenciat molt l'estil de Leiji Matsumoto creador d'obres com a El Capità Harlock i Galaxy Express 999.

## Començaments
En 1986 guanya dues vegades el premi a la "Millor Artista Revelació" de la revista Nakayoshi. Al setembre d'aquest mateix any debuta amb la seva història "Love Call", en una edició especial de la revista Nakayoshi Deluxe, a partir d'això Naoko va començar a dibuixar històries regularment a Nakayoshi.
Durant el temps que Takeuchi va publicar Sailor Moon, no va deixar de publicar altres històries, va seguir amb les aventures de Sailor V, va publicar diverses històries curtes que després es van recopilar en el tom de "Prism Time", "Miss Rain" i "PQ Angels" una nova sèrie que va iniciar publicant en la revista Nakayoshi però que mai va finalitzar, pel que sembla, per problemes que va haver-hi en l'editorial.
En 1999, l'autora es va casar amb el mangaka Yoshihiro Togashi (creador de Yu Yu Hakusho i Hunter x Hunter) i amb el qual té un fill.
Takeuchi actualment és col·laboradora en alguns dels projectes del seu espòs i també és supervisora de la versió de televisió dels personatges reals de Sailor Moon, a part d'haver reeditat el manga de Bishoujo Senshi Sailor Moon amb noves portades i uns quants dibuixos nous.
A part del manga, és aficionada a l'astronàutica, especialment la naus espacials de la NASA, Apol·lo. També li agrada conduir el seu Porsche o el seu Ferrari.
A més, Naoko és amiga de Yuu Watase, creadora entre altres manges, de Fushigi Yuugi i també de Wataru Yoshizumi, autora de Marmalade Boy.